# Transformació de Lorentz
La transformació de Lorentz (Hendrik Lorentz, 1853 - 1928) estableix una de les bases matemàtiques de la teoria de la relativitat especial que havia estat introduïda per a resoldre certes inconsistències entre l'electromagnetisme i la mecànica clàssica. La transformació de Lorentz permet calcular com varien les propietats d'un sistema físic entre diferents observadors inercials i actualitza la transformació de Galileu utilitzada en física fins aleshores. La transformació de Lorentz permet preservar el valor de la velocitat de la llum constant per a tots els observadors inercials.
Relació entre les coordenades {\displaystyle (x',y',z',t')} d'un esdeveniment respecte al sistema O', en moviment uniforme a velocitat v al llarg de l'eix x del sistema O i les coordenades del mateix esdeveniment respecte al sistema O {\displaystyle (x,y,z,t)}:
{\displaystyle x=\gamma (x'+vt)}
{\displaystyle y=y'}
{\displaystyle z=z'}
{\displaystyle t=\gamma \left(t'+{\frac {vx}{c^{2}}}\right)}
siguin t i t’ els temps relatius transcorreguts per a cada sistema de coordenades, on:
{\displaystyle \gamma ={\frac {1}{\sqrt {1-{\frac {v^{2}}{c^{2}}}}}}},
s'anomena factor de Lorentz i {\displaystyle c} és la velocitat de la llum en el buit.
La transformació de Lorentz requereix per a alguns sistemes que l'origen de coordenades dels dos sistemes de referència sigui el mateix per a t=0. La generalització matemàtica de la transformació de Lorentz sense aquesta restricció s'anomena transformació de Poincaré.

## Desenvolupament històric
Lorentz va descobrir l'any 1900 que les equacions de Maxwell resultaven invariants sota aquest conjunt de transformacions. Lorentz pensava que la hipòtesi de l'èter lluminós era correcta i encara que el seu conjunt de transformacions semblaven matemàticament correctes faltava dotar-les d'un significat físic precís, ja que tenen dues conseqüències que topen amb la intuïció quotidiana i amb la mecànica clàssica:
- El temps és diferent per a diferents observadors (fins aleshores el temps s'havia considerat una magnitud absoluta i igual per a tots els observadors).
- La longitud d'un objecte en moviment serà diferent per un observador que viatgi amb aquest objecte i per un observador en repòs.

Després del desenvolupament per part d'Albert Einstein de la teoria de la relativitat especial, la importància i el significat físic d'aquesta transformació va quedar de manifest. Les transformacions de Lorentz van ser publicades el 1904, però el seu formalisme matemàtic inicial era imperfecte. El matemàtic francès Henri Poincaré va desenvolupar el conjunt d'equacions en la forma consistent amb la qual es coneixen avui en dia.